# Velothon Wales

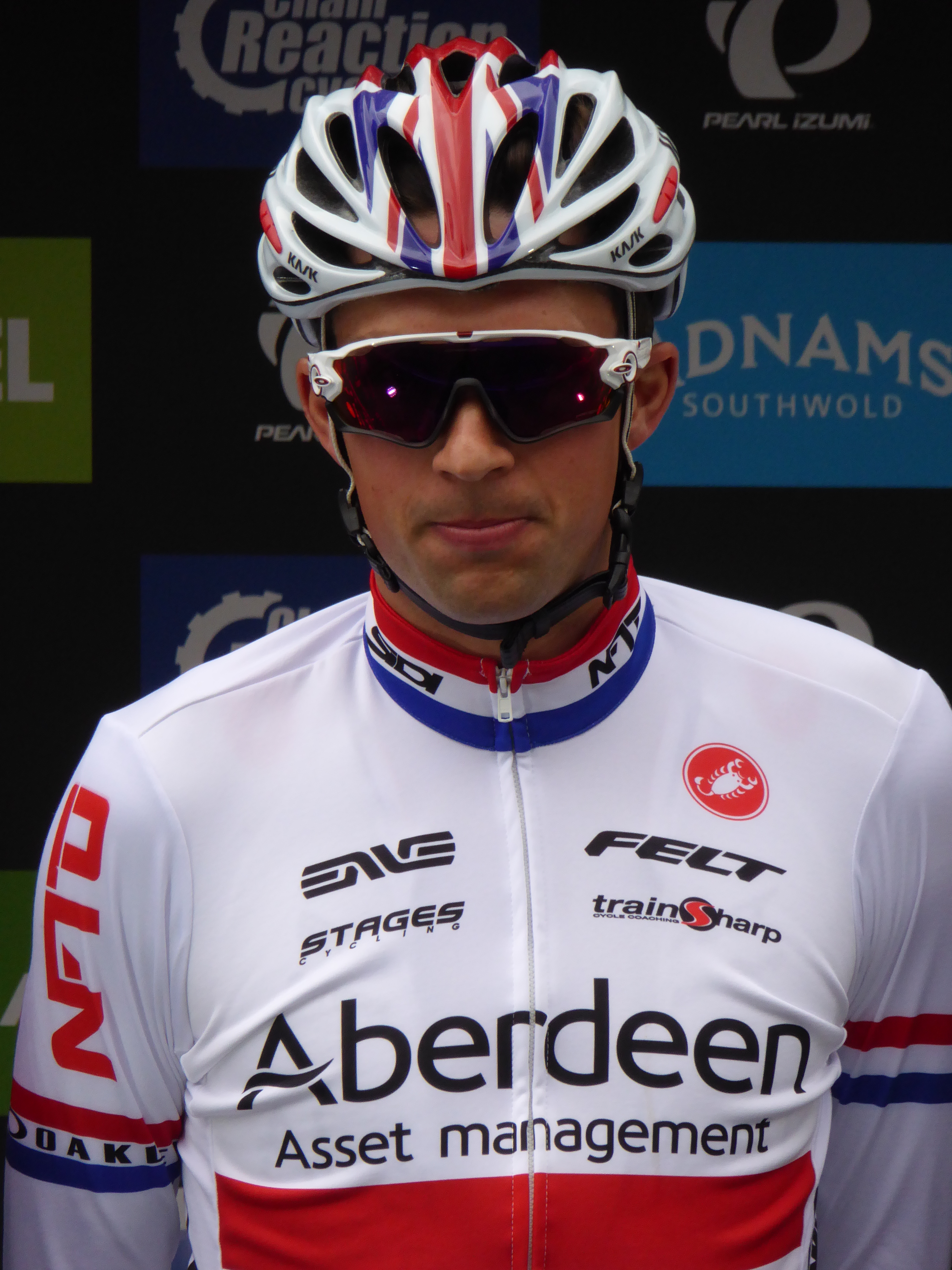
Der Brite Ian Bibby – Sieger 2017

Der Velothon Wales ist eine britische Straßenradsportveranstaltung mit Start und Ziel in der walisischen Hauptstadt Cardiff. 

## Organisation
Er wurde im Jahr 2015 zum ersten Mal ausgetragen und besteht aus einem Eintagesrennen der UCI Europe Tour in UCI-Kategorie 1.1 und einem Jedermannrennen.
Veranstalter war zunächst Lagadère Sports, die u. a. auch die Cyclassics Hamburg, den Velothon Berlin, den Velothon Kopenhagen, den Velothon Stockholm und den Velothon Stuttgart organisierte. Nachdem die Ausdauersportsparte von Lagadère Sports im Januar 2016 durch den Triathlonveranstalter Ironman übernommen wurde, werden die Rennen durch Ironman ausgerichtet.

## Sieger
- 2017  Ian Bibby
- 2016  Thomas Stewart
- 2015  Martin Mortensen